# Prędkość maksymalna pociągu

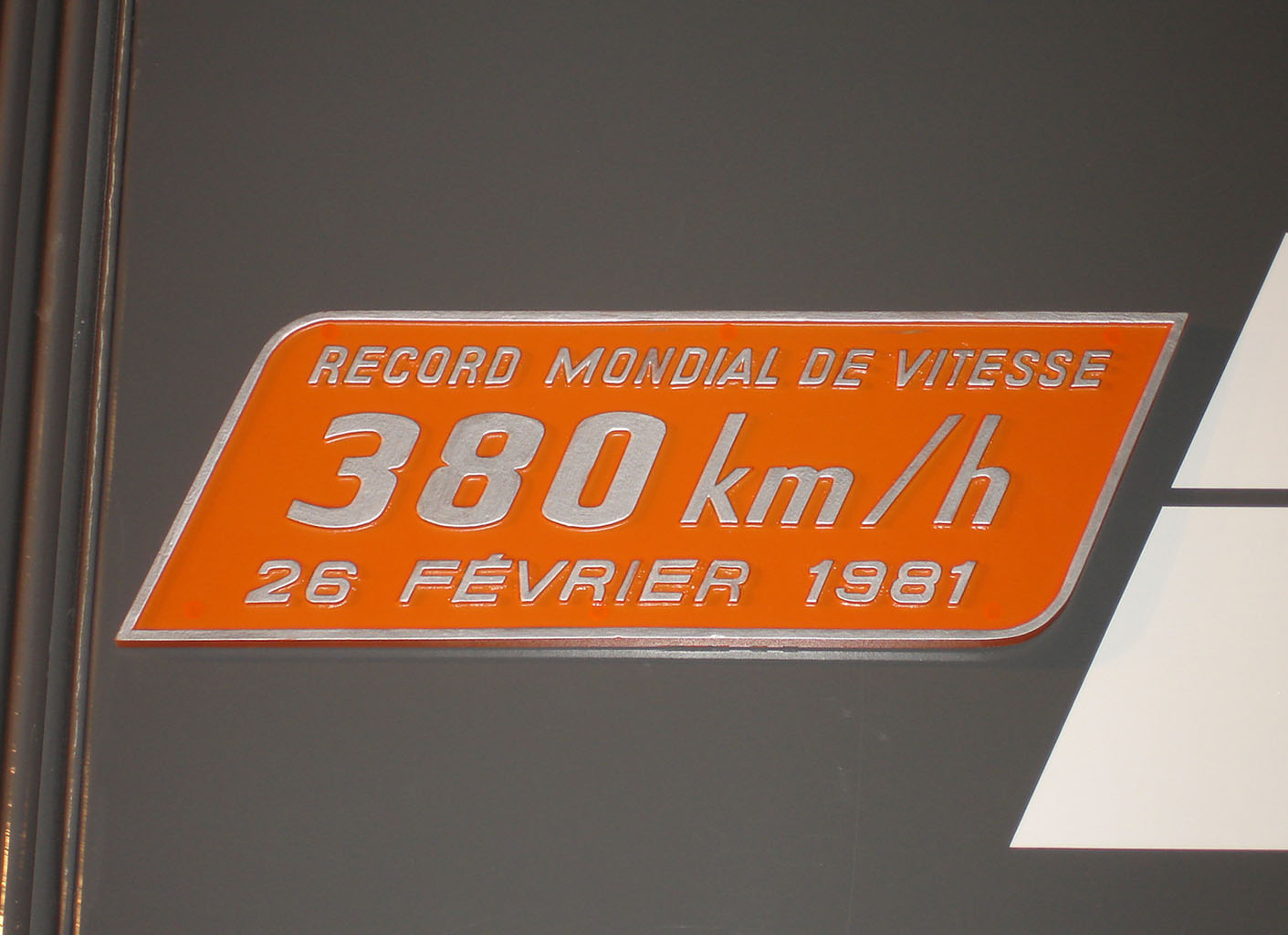
Tabliczka upamiętniająca przejazd pociągu TGV Sud-Est 16 z maksymalną prędkością 380 km/h

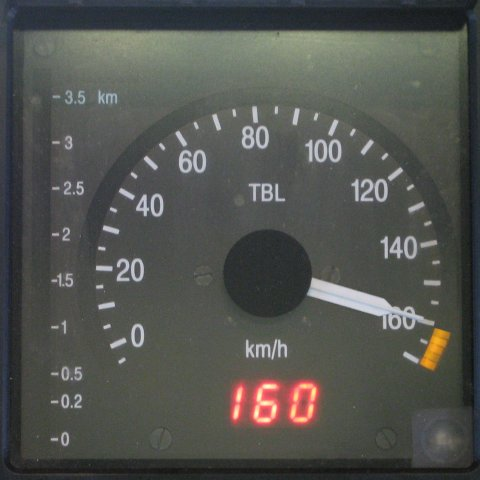
Prędkościomierz w kabinie belgijskiego pociągu, wyświetlacz w dolnej części wskazuje maksymalną dopuszczalną prędkość

Wskaźnik W8 używany na liniach kolejowych w Polsce, informujący o stałym ograniczeniu prędkości drogowej do 60 km/h. O ograniczeniu tymczasowym informuje podobny sygnał D6 „Zwolnić bieg” (z pomarańczowym tłem i białą obwódką).

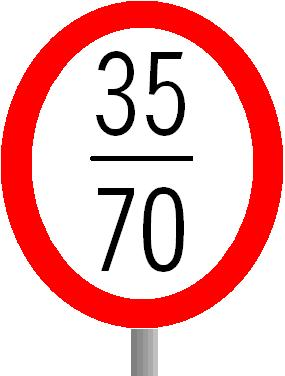
Odpowiednik polskiego wskaźnika W8 używany na liniach kolejowych w Wielkiej Brytanii, informujący o prędkości drogowej; górna liczba oznacza prędkość (w milach na godzinę) dla pociągów towarowych, dolna – dla pociągów pasażerskich

Prędkość maksymalna pociągu – największa prędkość, z jaką może podróżować pojazd lub zespół pojazdów szynowych.

## Rodzaje prędkości maksymalnych
W transporcie kolejowym stosuje się następujące prędkości maksymalne:

### Potencjalna prędkość maksymalna
Największa prędkość, jaką mógłby rozwinąć pociąg, wynikająca jedynie z jego parametrów, w szczególności mocy silników i wytrzymałości konstrukcji. Jako wartość hipotetyczna nie ma znaczenia praktycznego. Pewne wyobrażenie o potencjalnej prędkości maksymalnej niektórych pojazdów dają organizowane sporadycznie eksperymentalne próby rozwinięcia maksymalnej prędkości pojazdów szynowych. Warto jednak pamiętać, że często próby wykonywane w celu ustanowienia rekordu są wykonywane przy zastosowaniu kół o powiększonych średnicach i przy podwyższonym napięciu trakcyjnym tak jak to miało miejsce np. w przypadku TGV V150.

### Maksymalna prędkość konstrukcyjna
Prędkość konstrukcyjna to największa prędkość, z jaką może poruszać się pojazd szynowy, gwarantująca bezpieczeństwo jazdy. Zwykle jest ustalana przez producenta taboru.

### Maksymalna prędkość eksploatacyjna
Największa prędkość, do jakiej dopuszczono pojazd w normalnej eksploatacji. Pewne względy mogą dyktować używanie pojazdu z prędkością eksploatacyjną poniżej prędkości konstrukcyjnej, najczęściej zdarza się tak, gdy podróżowanie ze zbyt dużą prędkością powoduje szybsze zużywanie się taboru. Prędkość ta jest ustalana przez przewoźnika eksploatującego tabor bądź przez organ nadzorujący ruch na sieci kolejowej. Typowym przypadkiem jest lokomotywa BB36000 kolei francuskich. Mimo ustalenia prędkości konstrukcyjnej 220 km/h przez producenta, przedsiębiorstwo Alstom, lokomotywa została dopuszczona do ruchu z maksymalną prędkością eksploatacyjną 120 km/h (niektóre egzemplarze 140 km/h) z powodu problemów występujących przy jeździe z wyższymi prędkościami. Jednocześnie część lokomotyw tego typu została zakupiona przez SNCB/NMBS i dopuszczona do ruchu z prędkością 200 km/h na tamtejszej sieci kolejowej.

### Prędkość drogowa
Potocznie określana także jako prędkość szlakowa, jest to maksymalna prędkość, dla której została zaprojektowana linia. Wynika ona z geometrii szlaku, stanu nawierzchni i podtorza oraz zainstalowanych urządzeń sterowania ruchem kolejowym. Prędkość drogowa charakteryzuje zatem linię kolejową, a nie tabor. Wartość prędkości drogowej może być uzależniona od rodzaju taboru, np. na tym samym odcinku prędkość drogowa dla autobusów szynowych może być inna niż dla składów wagonowych.

### Maksymalna prędkość pociągu
Prędkość maksymalna pociągu, określana również jako prędkość rozkładowa, jest to maksymalna prędkość poruszania się pociągu uwzględniająca wszelkie ograniczenia dotyczące danej trasy lub tras, charakterystyki hamowania, nacisku osi oraz typu pojazdu.
Prędkość ta jest ustalana indywidualnie dla każdego pociągu i jest podawana w jego służbowym rozkładzie jazdy. Przykładem różnej prędkości maksymalnej jest sytuacja na linii kolejowej z trzystawną samoczynną blokadą liniową. Pomimo iż teoretycznie pociąg spełniający wymogi odpowiedniej prędkości eksploatacyjnej mógłby się poruszać z maksymalną prędkością drogową, to w przypadku zbyt małej masy hamującej nie byłby w stanie zatrzymać się bezpiecznie przed semaforem wskazującym sygnał „stój”. W tym przypadku prędkość rozkładowa zostanie odpowiednio obniżona.

### Największa dozwolona prędkość
Prędkość, której pociąg nie może przekroczyć, będąca funkcją wszystkich powyższych oraz warunków ruchu.
Największa dozwolona prędkość jazdy pociągów powinna być określona dla każdego odcinka lub toru linii kolejowej i podana w rozkładzie jazdy dla każdego pociągu.
Powyższą prędkość jazdy pociągów ustala zarządca infrastruktury:
1. na podstawie warunków techniczno-eksploatacyjnych linii kolejowej oraz
2. parametrów technicznych taboru kolejowego, za który odpowiada przewoźnik kolejowy[11].

Przykładem może być ograniczenie prędkości spowodowane przejeżdżaniem przez rozjazd w kierunku zwrotnym lub wyboczeniami szyn podczas upałów.